# Oksana Grisjina
Oksana Jurjevna Grisjina (ryska: Оксана Юрьевна Гришина), född den 27 november 1968 i Tula i Sovjetunionen (nu Ryssland), är en rysk tävlingscyklist som tog OS-silver i sprintcykling vid olympiska sommarspelen 2000 i Sydney. 